# Koi
Koi（こい）は、日本の2人組漫画家、イラストレーター。

## 経歴・人物
2011年に『まんがタイムきららMAX』で連載した『ご注文はうさぎですか?』でデビューし、本格的に漫画家としての活動を開始する。同作は2014年と2015年、2020年にテレビアニメ化、2019年にOVA化された。
2021年10月開催の「ご注文はうさぎですか?展 Café Lumière (カフェ・ルミエール)」にて2人組のユニットであることが明かされた。なお、イラストや脚本に関しては厳密な担当は定まっておらず状況に応じて担当は変わる。しかし依然として2人の性別や年齢は公表されておらず、pixiv以外のSNSアカウントも存在しない。
主な使用ペイントツールはSAIであり、小物や背景にも手を一切抜かずに丁寧に描くなど、絵に関して造詣が深い。

## 作品リスト

### 漫画作品

#### 連載
- ご注文はうさぎですか?（『まんがタイムきららMAX』2011年3月号 - 連載中）

#### 読み切り
- 平沢姉妹の華麗なる策略（原作：かきふらい、『けいおん！ アンソロジーコミック』4巻、2011年） - 『けいおん！』のアンソロジー寄稿作品。
- 花咲くXXX（原作：P.A.WORKS、『ECアンソロジー 花咲くいろは ホビロン！』2011年） - 『花咲くいろは』のアンソロジー寄稿作品。
- 魔法少女病（原案：Magica Quartet、『まんがタイムきらら☆マギカ』Vol.1〈2012年〉）
- 『魔法少女まどか☆マギカ』のアンソロジー寄稿作品（原案：Magica Quartet、『魔法少女まどか☆マギカ 4コマアンソロジーコミック』2巻、2012年） - 裏カバー4コマ。

### イラスト

#### ゲーム関連のイラスト
- 萌え萌え大戦争☆げんだいばーん（2011年）レン・レヴィーレ
- 秘書コレクション（2011年）
- 乙女転生グリモア伝（2011年）
- 神界のヴァルキリー（2013年）全17人[注 1][3]
- 82Hブロッサム（2014年）
- 城姫クエスト（2014年）宇和島城
- もえくり2〜イルセの魔法書〜（2015年）

#### 小説関連のイラスト
- 忍ビノエデン 新月国不死民乃役（著者：中村啓、スマッシュ文庫、2012年）
- 魔法少女禁止法（著者：伊藤ヒロ、エンターブレイン、2013年）

#### 漫画関連のイラスト
- あっちこっち アンソロジーコミック（2012年）口絵イラスト
- きんいろモザイク アンソロジーコミック（2013年）ゲストイラスト
- アイドルマスター シンデレラガールズ コミックアンソロジー cool 2巻（2013年）ゲストイラスト
- 魔法少女まどか☆マギカ 4コマアンソロジーコミック 4巻（2013年）表紙イラスト
- 『まんがタイムきらら☆マギカ』Vol.13（2014年）表紙イラスト[4]
- のんのんびより 公式アンソロジー あきっ！（2014年）カバーイラスト[5]
- ヤマノススメ コミックアンソロジー（2014年）カバーイラスト[6]
- ガールフレンド（仮） 電撃コミックアンソロジー（2015年）ゲストイラスト[7]

#### アニメ関連のイラスト
- ひだまりスケッチ×ハニカム（テレビアニメ、2012年）第8話提供バック
- ゆゆ式（テレビアニメ、2013年）第6話エンドカード
- ご注文はうさぎですか?（テレビアニメ、2014年）第12話エンドカード
- 幸腹グラフィティ（テレビアニメ、2015年）第4話提供バック
- ご注文はうさぎですか??（テレビアニメ、2015年）第12話エンドカード
- ご注文はうさぎですか?BLOOM（テレビアニメ、2020年）第12話エンドカード

#### その他のイラスト
- 萌えキャラフリーイラスト集（編集：サイドランチ、ナツメ社、2009年）
- 図説 女子高制服百科（著：安田誠、幻冬舎コミックス、2010年）
- 萌える！物理法則・公式集（監修：山根成樹、編集：サイドランチ、ナツメ社、2010年）
- 図説 女子高制服百科 ―共学編―（著：安田誠、幻冬舎コミックス、2011年）
- 図説 女子中制服百科（著：安田誠、幻冬舎コミックス、2011年）
- 萌える！エネルギーのすべて（監修：山根成樹、編集：サイドランチ、ぶんか社、2011年）
- 魔法少女まどか☆マギカ the illustrated book（『魔法少女まどか☆マギカ』のイラスト集、2013年）[8]
- 絵師で彩る世界の民族衣装図鑑（編集：えんぴつ倶楽部、サイドランチ、2013年）
- 絵師×魔女・魔法少女図鑑（編集：サイドランチ、エムディエヌコーポレーション、2014年）
- コンビニ情報声優ナビプラス!![9]
- K-BOOKS 「20周年記念イベント 第2弾 複製色紙プレゼント!」（色紙イラスト）[10]
- EXIT TRANCE PRESENTS 「SPEED アニメトランス BEST 22」（ジャケットイラスト、エグジットチューンズ、2014年10月1日）[11]
- 「華暦2014」 - 大寒（作画）[12]
- 東京 クリアファイルセット - 東京タワー[13]

### 書籍

#### 漫画単行本
- 『ご注文はうさぎですか?』、芳文社〈まんがタイムKRコミックス〉2012年 - 刊行中、既刊12巻、A5判
  - （完全版）『ご注文はうさぎですか？ Complete Blend』2021年[14] - 刊行中、既刊5巻、B5判

#### 画集
- 『「ご注文はうさぎですか？」画集 Cafe du Lapin』芳文社〈まんがタイムKRコミックス〉、2014年5月27日発売[15]、ISBN 978-4-8322-4448-1
- 『「ご注文はうさぎですか？」画集 Café du Soleil』芳文社〈まんがタイムKRコミックス〉、2020年10月27日発売[16]、ISBN 978-4-8322-7225-5
- 『「ご注文はうさぎですか？」画集 Café de Étoile』芳文社〈まんがタイムKRコミックス〉、2020年11月26日発売[16]、ISBN 978-4-8322-7232-3

### その他
- きららファンタジア（ゲーム、2018年）キャラクターデザイン、監修